# 창녕 동산서당 소장 한강연원록
창녕 동산서당 소장 한강연원록(昌寧 東山書堂 所藏 寒崗淵源綠)은 대한민국 경상남도 창녕군 이방면, 동산서당에 있는 필사본 책이다. 2005년 1월 13일 경상남도의 문화재자료 제368호로 지정되었다.

## 개요
『한강연원록(寒崗淵源錄)』은 필사본으로서 이러한 모습의 것으로는 유일본으로 보인다. 이 책의 내용 가운데 노극홍의 시문은 약간의 글자 출입이 있다 하더라도 『광주노씨세고(光州盧氏世稿)』의 「옥촌고(沃村稿)」에 실려 있지만, 한강이 생질인 노극홍 및 그 생질의 아들과 손자에게 보낸 편지는 한강의 문집에도 실려 있지 않는 것이다.
한강문인록 또한 비교적 초기의 것으로 후대의 기록과 대조해 보면 한강 정구(寒崗 鄭逑)와 그 문인들의 학문 성향을 이해하는데 매우 중요한 자료이다.

## 같이 보기
- 동산서당

## 참고 자료
- 창녕동산서당소장한강연원록 - 국가유산청 국가유산포털